# Władimir Osokin
Władimir Jurjewicz Osokin (ros. Владимир Юрьевич Осокин, ur. 8 stycznia 1954 w Leningradzie) – radziecki kolarz torowy i szosowy, dwukrotny medalista olimpijski oraz pięciokrotny medalista torowych mistrzostw świata.

## Kariera
Pierwszy sukces w karierze Władimir Osokin osiągnął w 1975 roku, kiedy zdobył srebrny medal w indywidualnym wyścigu na dochodzenie amatorów podczas torowych mistrzostw świata w Liège, ulegając jedynie Thomasowi Huschke z NRD. Na tych samych mistrzostwach wspólnie z kolegami zajął również drugie miejsce w drużynowym wyścigu na dochodzenie. Drużynowo srebrne medale zdobył także podczas mistrzostw świata w Monachium (1978), mistrzostw w Amsterdamie (1979) oraz mistrzostw w Brnie (1981). W 1976 roku Osokin wystartował na igrzyskach olimpijskich w Montrealu, gdzie razem z Aleksandrem Pierowem, Witalijem Pietrakowem i Wiktorem Sokołowem zdobył srebrny medal, a indywidualnie był czwarty, przegrywając walkę o brąz z Thomasem Huschke. Na rozgrywanych cztery lata później igrzyskach olimpijskich w Moskwie reprezentanci ZSRR w składzie: Walerij Mowczan, Władimir Osokin, Witalij Pietrakow, Aleksandr Krasnow i Wiktor Manakow zdobyli złoty medal drużynowo, a indywidualnie Osokin był tym razem piąty. Startował także w wyścigach szosowych, zajmując między innymi drugie miejsce w klasyfikacji generalnej Wyścigu Pokoju w 1977 roku, przy czym wygrał trzy etapy.